# Élections municipales de 2026 dans la Haute-Loire
Pour un article plus général, voir Élections municipales françaises de 2026.
Les élections municipales dans la Haute-Loire sont prévues en mars 2026. Cette page ne traite que les communes de 2 500 habitants et plus dans la Haute-Loire.

## Résultats à l'échelle du département

### Maires sortants et maires élus
| Commune                 | Population (en 2022) | Maire sortant(e)     | Parti | Parti | Maire élu(e) | Parti | Parti |
| ----------------------- | -------------------- | -------------------- | ----- | ----- | ------------ | ----- | ----- |
| Aurec-sur-Loire         | 6 133                | Claude Vial          |       | DVD   |              |       |       |
| Bas-en-Basset           | 4 631                | Guy Jolivet          |       | DVD   |              |       |       |
| Beauzac                 | 2 964                | Jean-Pierre Moncher  |       | DVD   |              |       |       |
| Brioude                 | 6 523                | Jean-Luc Vachelard   |       | DVD   |              |       |       |
| Brives-Charensac        | 4 242                | Gilles Delabre       |       | DVC   |              |       |       |
| Chadrac                 | 2 502                | Corinne Bringer      |       | DVD   |              |       |       |
| Coubon                  | 3 137                | Christelle Valantin  |       | SE    |              |       |       |
| Dunières                | 2 623                | Pierre Durieux       |       | SE    |              |       |       |
| Espaly-Saint-Marcel     | 3 574                | Christiane Mosnier   |       | DVC   |              |       |       |
| Langeac                 | 3 433                | Gérard Beaud         |       | SE    |              |       |       |
| Monistrol-sur-Loire     | 8 874                | Jean-Paul Lyonnet    |       | DVD   |              |       |       |
| Polignac                | 2 827                | Jean-Paul Vigouroux  |       | DVD   |              |       |       |
| Le Puy-en-Velay         | 18 989               | Michel Chapuis       |       | UDI   |              |       |       |
| Retournac               | 2 971                | Patricia Goudard     |       | SE    |              |       |       |
| Saint-Didier-en-Velay   | 3 502                | Emmanuel Salgado     |       | SE    |              |       |       |
| Saint-Germain-Laprade   | 3 459                | André Cornu          |       | DVG   |              |       |       |
| Saint-Just-Malmont      | 4 220                | Frédéric Girodet     |       | DVD   |              |       |       |
| Saint-Maurice-de-Lignon | 2 666                | Alain Fournier       |       | SE    |              |       |       |
| Sainte-Florine          | 3 257                | Raymond Fouret       |       | DVG   |              |       |       |
| Sainte-Sigolène         | 6 060                | Dominique Freyssenet |       | DVD   |              |       |       |
| Tence                   | 3 148                | David Salque-Pradier |       | SE    |              |       |       |
| Vals-près-le-Puy        | 3 392                | Laurent Bernard      |       | SE    |              |       |       |
| Yssingeaux              | 7 380                | Pierre Liogier       |       | DVC   |              |       |       |

### Résultats en nombre de maires
| Partis       | Partis                               | Maires sortants | Maires élus | Évolution |
| ------------ | ------------------------------------ | --------------- | ----------- | --------- |
|              | Divers droite                        | 9               |             |           |
| Total droite | Total droite                         | 9               |             |           |
|              | Divers centre                        | 3               |             |           |
|              | Union des démocrates et indépendants | 1               |             |           |
| Total centre | Total centre                         | 4               |             |           |
|              | Divers gauche                        | 2               |             |           |
| Total gauche | Total gauche                         | 2               |             |           |
|              | Sans étiquette                       | 8               |             |           |
| Total        | Total                                | 23              | 23          | -         |

## Résultats dans les communes de plus de 2 500 habitants

### Aurec-sur-Loire
- Maire sortant : Claude Vial (DVD)
- 29 sièges à pourvoir au conseil municipal (population légale 2022 : 6 133 habitants)
- 8 sièges à pourvoir au conseil communautaire (CC Loire et Semène)

| Tête de liste | Tête de liste | Parti(s) | Nuance | Premier tour | Premier tour | Second tour | Second tour | Sièges | Sièges |
| Tête de liste | Tête de liste | Parti(s) | Nuance | Voix         | %            | Voix        | %           | CM     | CC     |
| ------------- | ------------- | -------- | ------ | ------------ | ------------ | ----------- | ----------- | ------ | ------ |

### Bas-en-Basset
- Maire sortant : Guy Jolivet (DVD)
- 27 sièges à pourvoir au conseil municipal (population légale 2022 : 4 631 habitants)
- 7 sièges à pourvoir au conseil communautaire (CC Marches du Velay-Rochebaron)

| Tête de liste | Tête de liste | Parti(s) | Nuance | Premier tour | Premier tour | Second tour | Second tour | Sièges | Sièges |
| Tête de liste | Tête de liste | Parti(s) | Nuance | Voix         | %            | Voix        | %           | CM     | CC     |
| ------------- | ------------- | -------- | ------ | ------------ | ------------ | ----------- | ----------- | ------ | ------ |

### Beauzac
- Maire sortant : Jean-Pierre Moncher (DVD)
- 23 sièges à pourvoir au conseil municipal (population légale 2022 : 2 964 habitants)
- 4 sièges à pourvoir au conseil communautaire (CC Marches du Velay-Rochebaron)

| Tête de liste | Tête de liste | Parti(s) | Nuance | Premier tour | Premier tour | Second tour | Second tour | Sièges | Sièges |
| Tête de liste | Tête de liste | Parti(s) | Nuance | Voix         | %            | Voix        | %           | CM     | CC     |
| ------------- | ------------- | -------- | ------ | ------------ | ------------ | ----------- | ----------- | ------ | ------ |

### Brioude
- Maire sortant : Jean-Luc Vachelard (DVD)
- 29 sièges à pourvoir au conseil municipal (population légale 2022 : 6 523 habitants)
- 15 sièges à pourvoir au conseil communautaire (CC Brioude Sud Auvergne)

| Tête de liste | Tête de liste | Parti(s) | Nuance | Premier tour | Premier tour | Second tour | Second tour | Sièges | Sièges |
| Tête de liste | Tête de liste | Parti(s) | Nuance | Voix         | %            | Voix        | %           | CM     | CC     |
| ------------- | ------------- | -------- | ------ | ------------ | ------------ | ----------- | ----------- | ------ | ------ |

### Brives-Charensac
- Maire sortant : Gilles Delabre (DVC)
- 27 sièges à pourvoir au conseil municipal (population légale 2022 : 4 242 habitants)
- 3 sièges à pourvoir au conseil communautaire (CA du Puy-en-Velay)

| Tête de liste | Tête de liste | Parti(s) | Nuance | Premier tour | Premier tour | Second tour | Second tour | Sièges | Sièges |
| Tête de liste | Tête de liste | Parti(s) | Nuance | Voix         | %            | Voix        | %           | CM     | CC     |
| ------------- | ------------- | -------- | ------ | ------------ | ------------ | ----------- | ----------- | ------ | ------ |

### Chadrac
- Maire sortante : Corinne Bringer (DVD)
- 23 sièges à pourvoir au conseil municipal (population légale 2022 : 2 502 habitants)
- 2 sièges à pourvoir au conseil communautaire (CA du Puy-en-Velay)

| Tête de liste | Tête de liste | Parti(s) | Nuance | Premier tour | Premier tour | Second tour | Second tour | Sièges | Sièges |
| Tête de liste | Tête de liste | Parti(s) | Nuance | Voix         | %            | Voix        | %           | CM     | CC     |
| ------------- | ------------- | -------- | ------ | ------------ | ------------ | ----------- | ----------- | ------ | ------ |

### Coubon
- Maire sortante : Christelle Valantin (SE)
- 23 sièges à pourvoir au conseil municipal (population légale 2022 : 3 137 habitants)
- 2 sièges à pourvoir au conseil communautaire (CA du Puy-en-Velay)

| Tête de liste | Tête de liste | Parti(s) | Nuance | Premier tour | Premier tour | Second tour | Second tour | Sièges | Sièges |
| Tête de liste | Tête de liste | Parti(s) | Nuance | Voix         | %            | Voix        | %           | CM     | CC     |
| ------------- | ------------- | -------- | ------ | ------------ | ------------ | ----------- | ----------- | ------ | ------ |

### Dunières
- Maire sortant : Pierre Durieux (SE)
- 23 sièges à pourvoir au conseil municipal (population légale 2022 : 2 623 habitants)
- 9 sièges à pourvoir au conseil communautaire (Haut Pays du Velay communauté)

| Tête de liste | Tête de liste | Parti(s) | Nuance | Premier tour | Premier tour | Second tour | Second tour | Sièges | Sièges |
| Tête de liste | Tête de liste | Parti(s) | Nuance | Voix         | %            | Voix        | %           | CM     | CC     |
| ------------- | ------------- | -------- | ------ | ------------ | ------------ | ----------- | ----------- | ------ | ------ |

### Espaly-Saint-Marcel
- Maire sortante : Christiane Mosnier (DVC)
- 27 sièges à pourvoir au conseil municipal (population légale 2022 : 3 574 habitants)
- 2 sièges à pourvoir au conseil communautaire (CA du Puy-en-Velay)

| Tête de liste | Tête de liste | Parti(s) | Nuance | Premier tour | Premier tour | Second tour | Second tour | Sièges | Sièges |
| Tête de liste | Tête de liste | Parti(s) | Nuance | Voix         | %            | Voix        | %           | CM     | CC     |
| ------------- | ------------- | -------- | ------ | ------------ | ------------ | ----------- | ----------- | ------ | ------ |

### Langeac
- Maire sortant : Gérard Beaud (SE)
- 23 sièges à pourvoir au conseil municipal (population légale 2022 : 3 433 habitants)
- 14 sièges à pourvoir au conseil communautaire (CC des Rives du Haut Allier)

| Tête de liste | Tête de liste | Parti(s) | Nuance | Premier tour | Premier tour | Second tour | Second tour | Sièges | Sièges |
| Tête de liste | Tête de liste | Parti(s) | Nuance | Voix         | %            | Voix        | %           | CM     | CC     |
| ------------- | ------------- | -------- | ------ | ------------ | ------------ | ----------- | ----------- | ------ | ------ |

### Monistrol-sur-Loire
- Maire sortant : Jean-Paul Lyonnet (DVD)
- 29 sièges à pourvoir au conseil municipal (population légale 2022 : 8 874 habitants)
- 11 sièges à pourvoir au conseil communautaire (CC Marches du Velay-Rochebaron)

| Tête de liste | Tête de liste | Parti(s) | Nuance | Premier tour | Premier tour | Second tour | Second tour | Sièges | Sièges |
| Tête de liste | Tête de liste | Parti(s) | Nuance | Voix         | %            | Voix        | %           | CM     | CC     |
| ------------- | ------------- | -------- | ------ | ------------ | ------------ | ----------- | ----------- | ------ | ------ |

### Polignac
- Maire sortant : Jean-Paul Vigouroux (DVD)
- 23 sièges à pourvoir au conseil municipal (population légale 2022 : 2 827 habitants)
- 2 sièges à pourvoir au conseil communautaire (CA du Puy-en-Velay)

| Tête de liste | Tête de liste | Parti(s) | Nuance | Premier tour | Premier tour | Second tour | Second tour | Sièges | Sièges |
| Tête de liste | Tête de liste | Parti(s) | Nuance | Voix         | %            | Voix        | %           | CM     | CC     |
| ------------- | ------------- | -------- | ------ | ------------ | ------------ | ----------- | ----------- | ------ | ------ |

### Le Puy-en-Velay
- Maire sortant : Michel Chapuis (UDI)
- 33 sièges à pourvoir au conseil municipal (population légale 2022 : 18 989 habitants)
- 15 sièges à pourvoir au conseil communautaire (CA du Puy-en-Velay)

| Tête de liste | Tête de liste | Parti(s) | Nuance | Premier tour | Premier tour | Second tour | Second tour | Sièges | Sièges |
| Tête de liste | Tête de liste | Parti(s) | Nuance | Voix         | %            | Voix        | %           | CM     | CC     |
| ------------- | ------------- | -------- | ------ | ------------ | ------------ | ----------- | ----------- | ------ | ------ |

### Retournac
- Maire sortante : Patricia Goudard (SE)
- 23 sièges à pourvoir au conseil municipal (population légale 2022 : 2 971 habitants)
- 4 sièges à pourvoir au conseil communautaire (CC des Sucs)

| Tête de liste | Tête de liste | Parti(s) | Nuance | Premier tour | Premier tour | Second tour | Second tour | Sièges | Sièges |
| Tête de liste | Tête de liste | Parti(s) | Nuance | Voix         | %            | Voix        | %           | CM     | CC     |
| ------------- | ------------- | -------- | ------ | ------------ | ------------ | ----------- | ----------- | ------ | ------ |

### Saint-Didier-en-Velay
- Maire sortant : Emmanuel Salgado (SE)
- 27 sièges à pourvoir au conseil municipal (population légale 2022 : 3 502 habitants)
- 5 sièges à pourvoir au conseil communautaire (CC Loire et Semène)

| Tête de liste | Tête de liste | Parti(s) | Nuance | Premier tour | Premier tour | Second tour | Second tour | Sièges | Sièges |
| Tête de liste | Tête de liste | Parti(s) | Nuance | Voix         | %            | Voix        | %           | CM     | CC     |
| ------------- | ------------- | -------- | ------ | ------------ | ------------ | ----------- | ----------- | ------ | ------ |

### Saint-Germain-Laprade
- Maire sortant : André Cornu (DVG)
- 23 sièges à pourvoir au conseil municipal (population légale 2022 : 3 459 habitants)
- 3 sièges à pourvoir au conseil communautaire (CA du Puy-en-Velay)

| Tête de liste | Tête de liste | Parti(s) | Nuance | Premier tour | Premier tour | Second tour | Second tour | Sièges | Sièges |
| Tête de liste | Tête de liste | Parti(s) | Nuance | Voix         | %            | Voix        | %           | CM     | CC     |
| ------------- | ------------- | -------- | ------ | ------------ | ------------ | ----------- | ----------- | ------ | ------ |

### Saint-Just-Malmont
- Maire sortant : Frédéric Girodet (DVD)
- 27 sièges à pourvoir au conseil municipal (population légale 2022 : 4 220 habitants)
- 7 sièges à pourvoir au conseil communautaire (CC Loire et Semène)

| Tête de liste | Tête de liste | Parti(s) | Nuance | Premier tour | Premier tour | Second tour | Second tour | Sièges | Sièges |
| Tête de liste | Tête de liste | Parti(s) | Nuance | Voix         | %            | Voix        | %           | CM     | CC     |
| ------------- | ------------- | -------- | ------ | ------------ | ------------ | ----------- | ----------- | ------ | ------ |

### Saint-Maurice-de-Lignon
- Maire sortant : Alain Fournier (SE)
- 23 sièges à pourvoir au conseil municipal (population légale 2022 : 2 666 habitants)
- 4 sièges à pourvoir au conseil communautaire (CC des Sucs)

| Tête de liste | Tête de liste | Parti(s) | Nuance | Premier tour | Premier tour | Second tour | Second tour | Sièges | Sièges |
| Tête de liste | Tête de liste | Parti(s) | Nuance | Voix         | %            | Voix        | %           | CM     | CC     |
| ------------- | ------------- | -------- | ------ | ------------ | ------------ | ----------- | ----------- | ------ | ------ |

### Sainte-Florine
- Maire sortant : Raymond Fouret (DVG)
- 23 sièges à pourvoir au conseil municipal (population légale 2022 : 3 257 habitants)
- 9 sièges à pourvoir au conseil communautaire (Auzon Communauté)

| Tête de liste | Tête de liste | Parti(s) | Nuance | Premier tour | Premier tour | Second tour | Second tour | Sièges | Sièges |
| Tête de liste | Tête de liste | Parti(s) | Nuance | Voix         | %            | Voix        | %           | CM     | CC     |
| ------------- | ------------- | -------- | ------ | ------------ | ------------ | ----------- | ----------- | ------ | ------ |

### Sainte-Sigolène
- Maire sortant : Dominique Freyssenet (DVD)
- 29 sièges à pourvoir au conseil municipal (population légale 2022 : 6 060 habitants)
- 8 sièges à pourvoir au conseil communautaire (CC Marches du Velay-Rochebaron)

| Tête de liste | Tête de liste | Parti(s) | Nuance | Premier tour | Premier tour | Second tour | Second tour | Sièges | Sièges |
| Tête de liste | Tête de liste | Parti(s) | Nuance | Voix         | %            | Voix        | %           | CM     | CC     |
| ------------- | ------------- | -------- | ------ | ------------ | ------------ | ----------- | ----------- | ------ | ------ |

### Tence
- Maire sortant : David Salque-Pradier (SE)
- 23 sièges à pourvoir au conseil municipal (population légale 2022 : 3 148 habitants)
- 9 sièges à pourvoir au conseil communautaire (CC du Haute-Lignon)

| Tête de liste | Tête de liste | Parti(s) | Nuance | Premier tour | Premier tour | Second tour | Second tour | Sièges | Sièges |
| Tête de liste | Tête de liste | Parti(s) | Nuance | Voix         | %            | Voix        | %           | CM     | CC     |
| ------------- | ------------- | -------- | ------ | ------------ | ------------ | ----------- | ----------- | ------ | ------ |

### Vals-près-le-Puy
- Maire sortant : Laurent Bernard (SE)
- 23 sièges à pourvoir au conseil municipal (population légale 2022 : 3 392 habitants)
- 2 sièges à pourvoir au conseil communautaire (CA du Puy-en-Velay)

| Tête de liste | Tête de liste | Parti(s) | Nuance | Premier tour | Premier tour | Second tour | Second tour | Sièges | Sièges |
| Tête de liste | Tête de liste | Parti(s) | Nuance | Voix         | %            | Voix        | %           | CM     | CC     |
| ------------- | ------------- | -------- | ------ | ------------ | ------------ | ----------- | ----------- | ------ | ------ |

### Yssingeaux
- Maire sortant : Pierre Liogier (DVC)
- 29 sièges à pourvoir au conseil municipal (population légale 2022 : 7 380 habitants)
- 10 sièges à pourvoir au conseil communautaire (CC des Sucs)

| Tête de liste            | Tête de liste   | Parti(s) | Nuance | Premier tour | Premier tour | Second tour | Second tour | Sièges | Sièges |
| Tête de liste            | Tête de liste   | Parti(s) | Nuance | Voix         | %            | Voix        | %           | CM     | CC     |
| ------------------------ | --------------- | -------- | ------ | ------------ | ------------ | ----------- | ----------- | ------ | ------ |
|                          | Pierre Liogier, | DVC      |        |              |              |             |             |        |        |
|                          |                 |          |        |              |              |             |             |        |        |
| Exprimés                 |                 |          |        |              |              |             |             |        |        |
| Votes blancs             |                 |          |        |              |              |             |             |        |        |
| Votes nuls               |                 |          |        |              |              |             |             |        |        |
| Total                    | Total           | Total    | Total  |              | 100          |             | 100         | 29     | 10     |
| Absentions               |                 |          |        |              |              |             |             |        |        |
| Inscrits / participation |                 |          |        |              |              |             |             |        |        |